# Île Taohua
 (août 2025).
Si vous disposez d'ouvrages ou d'articles de référence ou si vous connaissez des sites web de qualité traitant du thème abordé ici, merci de compléter l'article en donnant les références utiles à sa vérifiabilité et en les liant à la section « Notes et références ».
L'île Taohua est une des îles principales de l'archipel de Zhoushan, dans le district de Putuo. L'île Taohua a une superficie de 44,43 km² pour une population de 10 867 habitants. 

## Dans la culture populaire
L'île est récurrente dans les romans de Jin Yong.